# Ahmed Issa
Ahmed Issa, né le 17 juillet 1943 à Ouham (Oubangui-Chari) et mort en 1983, est un athlète tchadien.

## Biographie
Ahmed Issa est médaillé de bronze du 800 mètres lors des Jeux de la Communauté de Tananarive en 1960 et des Jeux de l'Amitié d'Abidjan en 1961 avant de remporter la médaille d'or sur cette distance aux Jeux de l'Amitié de 1963 à Dakar. Il est médaillé de bronze du 1 500 mètres lors des Jeux africains de 1965 à Brazzaville.
Il participe également aux Jeux olympiques d'été de 1964 et aux Jeux olympiques d'été de 1968.